# Áditjové
Áditjové (sanskrtsky āditya „náležející, pocházející z Aditi“) jsou skupina nebeských božstev ve védském náboženství a hinduismu, potomků bohyně Aditi „Bezmezné“.
Mezi Áditje patří Mitra, Varuna, Arjaman, Bhaga, Dakša, Anša, Dhátr, Vivasván a Savitar. Jedná se o personifikované abstrakce a vystupují jen v malém množství mýtů. V povédském náboženství jejich význam rychle upadl. V počtu sedmi reprezentovali Slunce, Měsíc a pět planet, později v počtu dvanácti měsíce a byli vedeni Višnuem. Slovo Áditja se také stalo běžným titulem Súrji.
V blízce příbuzném íránském náboženství naopak protějšky indických Áditjovců získali významné postavení. Zarathuštrickým protějškem Varuny je vůdčí bůh panteonu Ahura Mazda, Mitry zas Mithra a Arjamana Airjaman.
Jaan Puhvel v rámci trojfunkční hypotézy spojuje Áditje na základě třech skupin božstev v Rgvédu a Atharvavédu s první funkcí, tedy svrchovaností, a varnou bráhmanů.